# Lehman Engel
Lehman Engel (Jackson, Misisipi, 14 de septiembre de 1910-Nueva York, 29 de agosto de 1982) fue un compositor y director de musicales de Broadway, cine y televisión.

## Carrera profesional
Engel trabajó en numerosas producciones televisivas, en 1954 dirigió y compuso la música para una exitosa adaptación del Macbeth de Shakespeare protagonizada por Maurice Evans y Judith Anderson. Fue el director, en 1958, de la primera (y única) versión televisiva de Wonderful Town de Leonard Bernstein, así como, de algunos de los episodios de la serie Hallmark Hall of Fame basados en obras de Shakespeare, como Twelfth Night en 1957, The Taming of the Shrew en 1956 y The Tempest, en 1960, todos con Maurice Evans como protagonista.  Engel también dirigió la música para la adaptación de Li'l Abner como musical de Broadway, sin embargo no participó en la adaptación cinematográfica, cuya dirección musical corrió a cargo de Joseph J. Lilley. En 1959 asumió la dirección musical de la obra Take Me Along.
Lehman Engel compuso la música para la reposición de la versión de Broadway de 1939 de Hamlet, así como original de 1948 de Maxwell Anderson de Anne of the Thousand Days, protagonizada por Rex Harrison y Joyce Redman. En 1965 ejerció de director musical de la producción de Broadway, La Grosse Valise (compuesta por Gérard Calvi con letra de Harold Rome)

## The BMI Lehman Engel Musical Theater Workshop
Engel fundó el BMI Lehman Engel Musical Theater Workshop, un taller en Nueva York para compositores de teatro musical, letristas y libretistas. Engel también fundó y supervisó personalmente el Lehman Engel Musical Theater Workshop, originalmente ubicado en el Centro de Música de Los Ángeles.
Lehman Engel trabajó varias años como director musical del St. Louis Municipal Opera Theatre antes de regresar a Broadway. Durante su carrera, ganó 6 premios Tony y fue nominado a otros 4.

## Grabaciones discográficas
Engel dirigió la primera versión que se grabó y publicó en un triple LP de la opera Porgy and Bess de George Gershwin para Columbia Records, un álbum aclamado por la crítica que no contiene, sin embargo la versión integra de la opera. Aun así, el álbum fue hasta los años 70, la grabación más completa de Porgy and Bess.
Entre finales de los años 40 y principio de los 50 y bajo la supervisión del ejecutivo de Columbia Records, Goddard Lieberson, Engel dirigió la grabación de la mayor colección de música de los clásicos de Broadway hasta el momento, muchas de las cuales se grababan por primera vez como Girl Crazy (con Mary Martin, Ginger Rogers y Ethel Merman), Oh, Kay! (con Barbara Ruick y Jack Cassidy), Babes in Arms (de nuevo con Cassidy y Mary Martin) y Pal Joey (con Harold Lang y Vivienne Segal). Todas estas grabaciones fueron realizadas en estudio. 
También dirigió en 1952, las entonces más completas grabaciones de The Student Prince (con Robert Rounseville y Dorothy Kirsten) y Oklahoma! con Nelson Eddy como el cowboy Curly.
Para RCA Victor, Engel dirigió las grabaciones de estudio de Carousel, en 1955 (con Robert Merrill, Patrice Munsel y Florence Henderson) y Show Boat en 1956 (de nuevo con Robert Merrill y Risë Stevens). 

## Como autor
Engel fue autor de varios libros de teatro musical. Uno de ellos, The American Musical Theatre: A Consideration, fue quizás el primer libro que abordó con detalle la escritura de un musical de Broadway, los elementos que entran en él y el arte de adaptar obras en musicales.
Engel mantuvo una fuerte amistad con el pintor español Pablo Picasso. Fue mentor de Maury Yeston, quien lo sustituyó al frente del BMI Lehman Engel Musical Theater Workshop, así como de artistas como Stephen Flaherty, Andrew MacBean, Edward Kleban o los miembros de la banda October Project.
Aunque Lehman Engel nunca ocultó su homosexualidad, en su autobiografía, This Bright Day, publicada en 1974 no hizo ninguna referencia a su condición sexual.